# 鲍勃·伯罗
罗伯特·布兰特利·伯罗（英語：Robert Brantley Burrow，1934年6月29日—2019年1月3日），美国NBA联盟职业篮球运动员。